# Брайль, Луи
Луи́ Брайль, Брай (фр. Louis Braille; 4 января 1809 года, Кувре́, под Парижем — 6 января 1852 года, Париж) — французский тифлопедагог.

## Биография

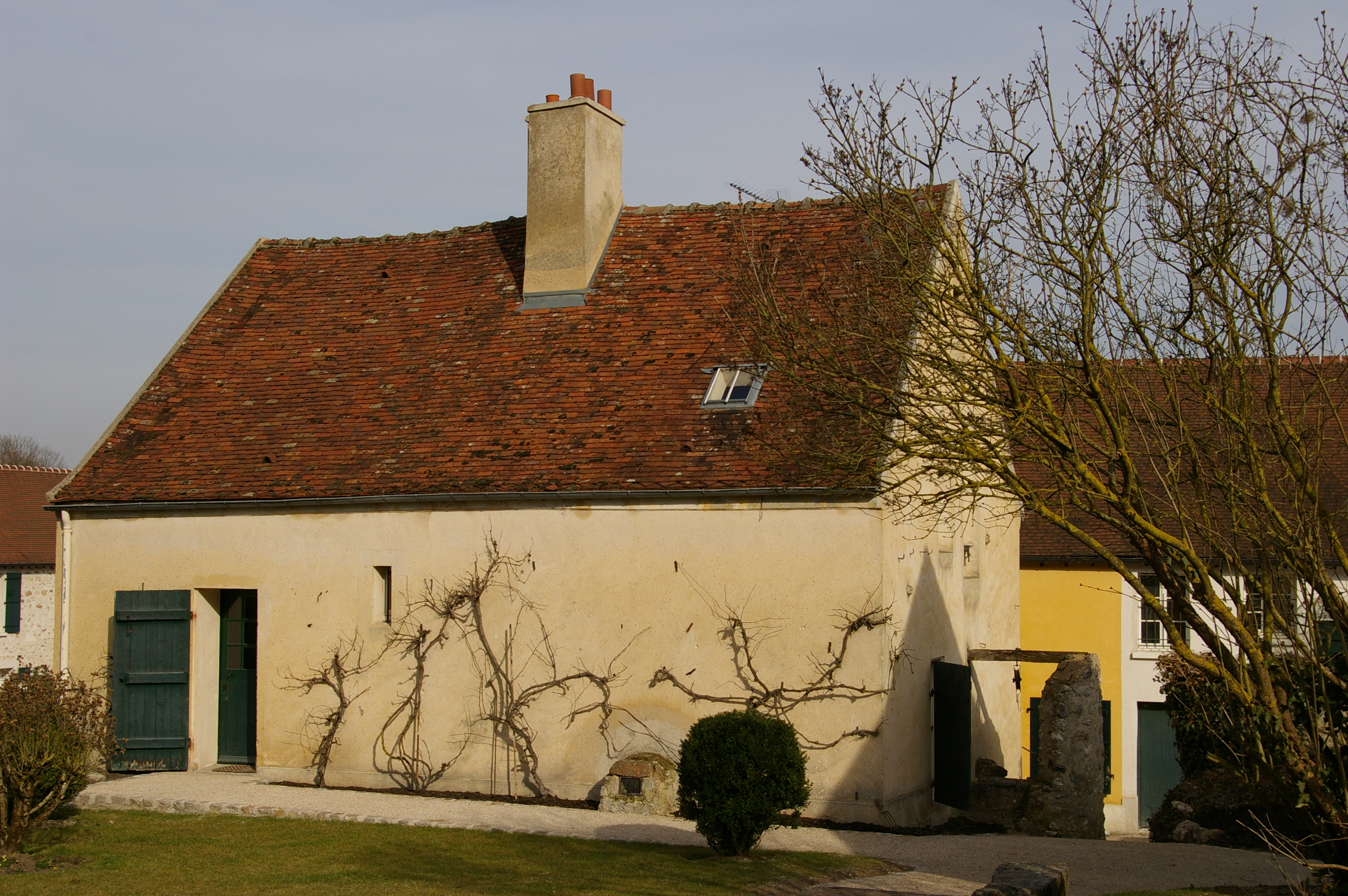
Место рождения Луи Брайля в городке Кувре (Франция)

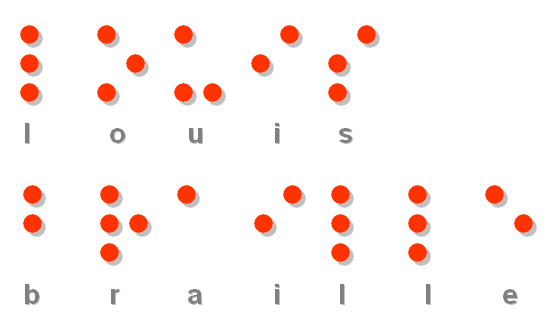
Текст «Луи Брайль», записанный шрифтом Брайля

Луи Брайль родился 4 января 1809 года в семье сапожника (по другим данным — шорника) Симона-Рене (Simon-René) Брайля в небольшом французском городке Кувре.
В 3-летнем возрасте Брайль начал слепнуть в результате воспаления глаз, начавшегося от того, что мальчик поранился шорным ножом (подобие шила) в мастерской отца, окончательно он ослеп в 5 лет.
Родители научили Луи плести бахрому для конской упряжи, шить домашние туфли, пригласили учителя музыки для обучения Луи игре на скрипке. Алфавит Луи изучал в местной школе при помощи палочек.
В 10-летнем возрасте (в 1819 году) Луи отдали в Парижский государственный институт для слепых детей, обучающий грамоте, музыке, вязанию и ткачеству. Для занятий предоставлялись книги, изданные рельефно-линейным шрифтом, но таких книг было мало, и отсутствовали учебники по многим предметам. Методика преподавания была основана на восприятии информации на слух. Луи был одним из способнейших учеников, научился играть на пианино и органе. В 1828 году Луи окончил учёбу и получил предложение остаться работать младшим учителем-репетитором.
Во время обучения Луи познакомился с «ночной азбукой», разработанной Шарлем Барбье. Барбье был артиллерийским офицером и разработал азбуку для военных целей — для передачи информации в ночное время. Запись сведений осуществлялась путём прокалывания отверстий в картоне, чтение — путём прикосновений к картону (осязанием).
В 1824 году (в 15 лет) Брайль разработал рельефно-точечный шрифт для незрячих и слабовидящих людей, названный в его честь шрифт Брайля и используемый по сей день во всём мире. Брайль работал над шрифтом многие годы и в 1829 году представил начальный вариант шрифта на рассмотрение совета института. Совет института счёл шрифт неудобным для зрячих преподавателей, и только в 1837 году по настоянию слепых и слабовидящих людей совет института снова вернулся к рассмотрению шрифта.
Брайль был талантливым музыкантом, преподавал музыку незрячим и слабовидящим людям, на основе принципов, положенных в основу его шрифта, разработал шрифт для записи нот.
Первой книгой, напечатанной по системе Брайля, была «История Франции» (1837).
Умер Брайль 6 января 1852 года в Париже и был похоронен в родном городе Кувре. В 1952 году перезахоронен в парижском Пантеоне. В доме, в котором Луи провёл детские годы, открыт музей. В честь Брайля названа улица, ведущая к его дому-музею.
В России книгопечатание шрифтом Брайля началось с издания в 1885 году Анной Александровной Адлер (1856—1924) книги «Сборник статей для детского чтения, посвящённый слепым детям» в количестве ста экземпляров.

## Память
- К 100-летию смерти, в 1952 году прах Брайля был торжественно перенесен в парижский Пантеон.
- В СССР, ГДР и Казахстане были выпущены почтовые марки, посвященные Брайлю.
- В 2009 году, к двухсотлетию дня рождения, монеты с изображением Брайля были выпущены в Индии и США, а также в Бельгии и Италии.

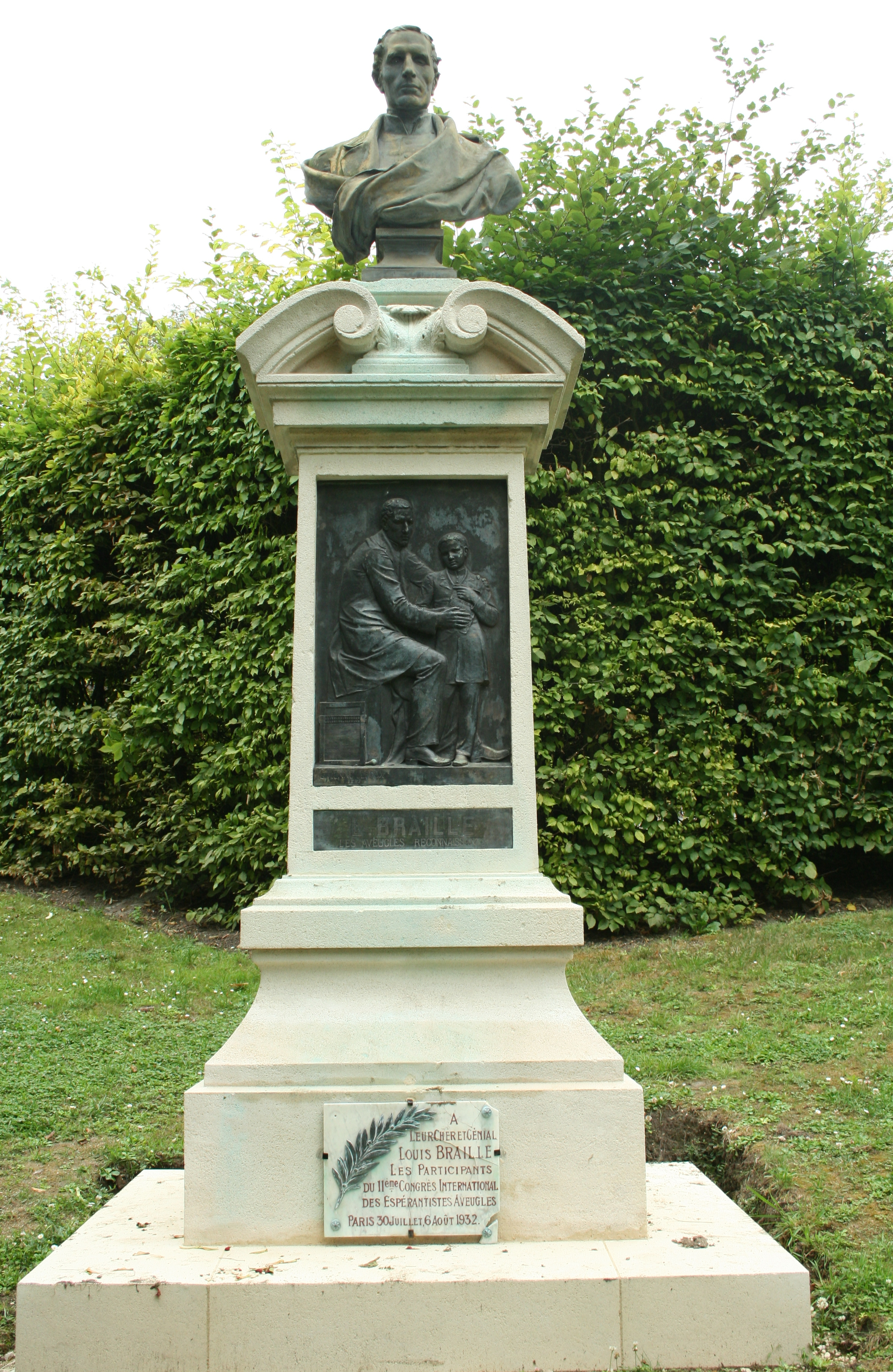
Бюст с рельефом на родине в Кувре́
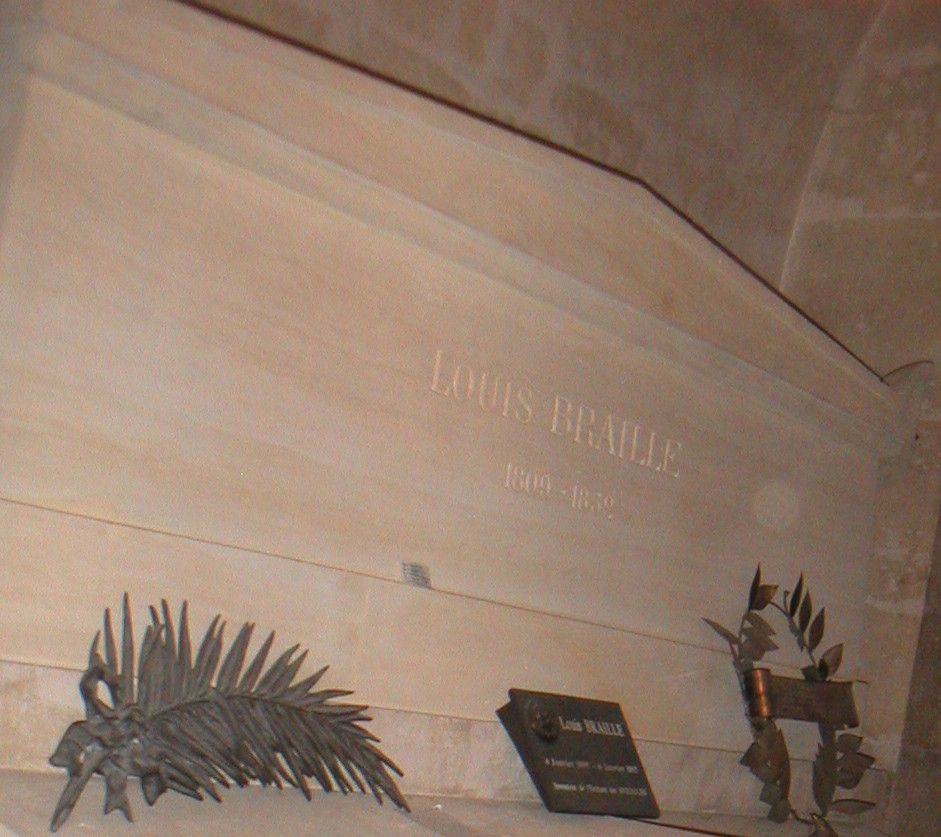
Могила Брайля в Пантеоне в Париже
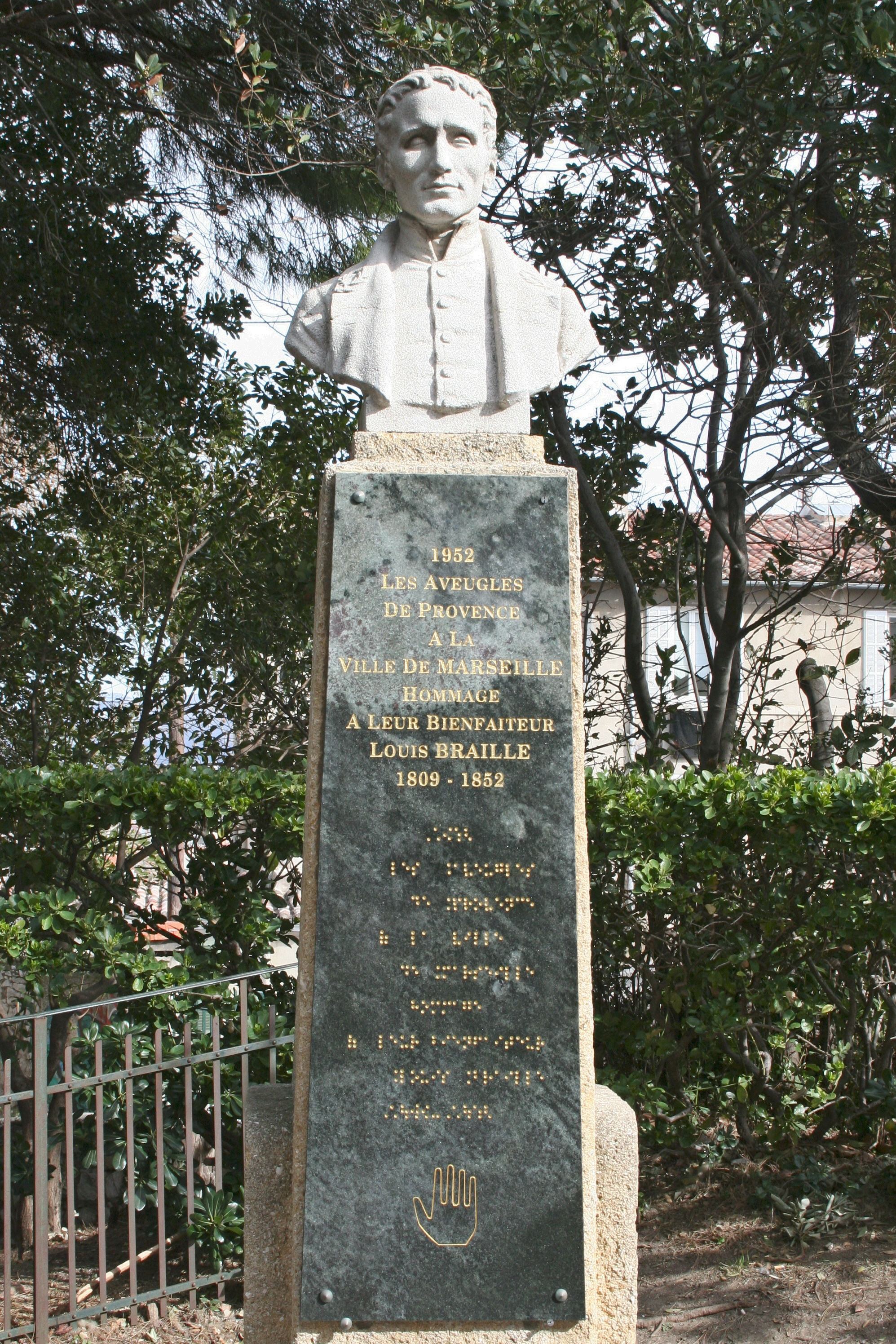
Бюст в Марселе
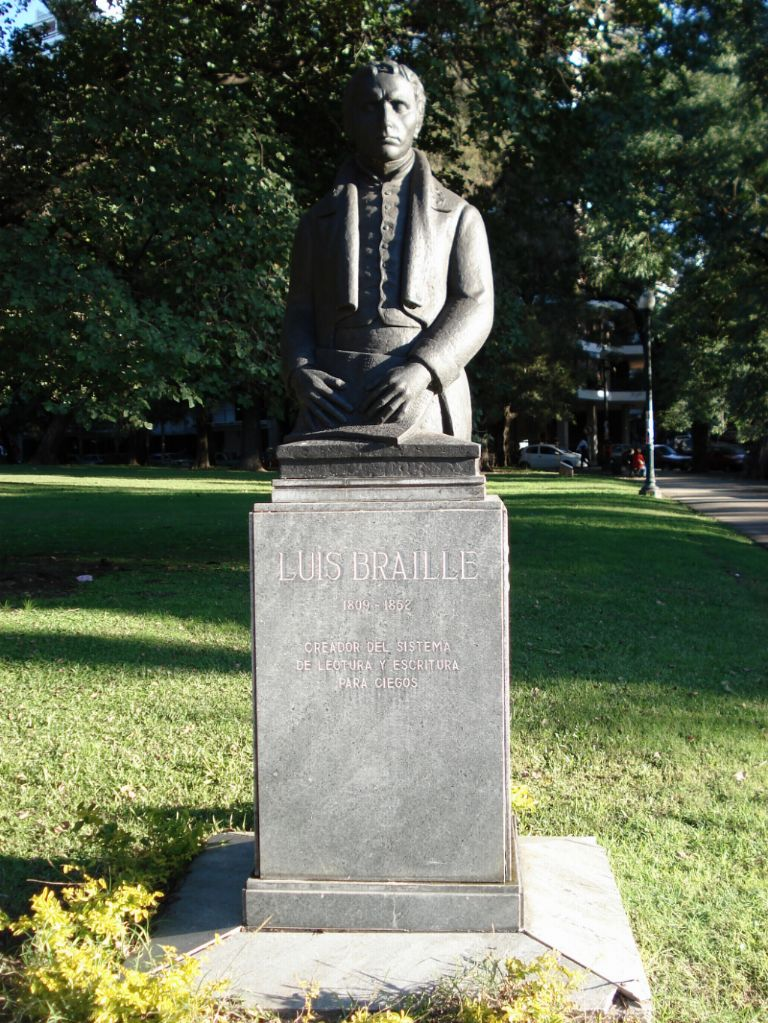
Бюст в Буэнос-Айресе
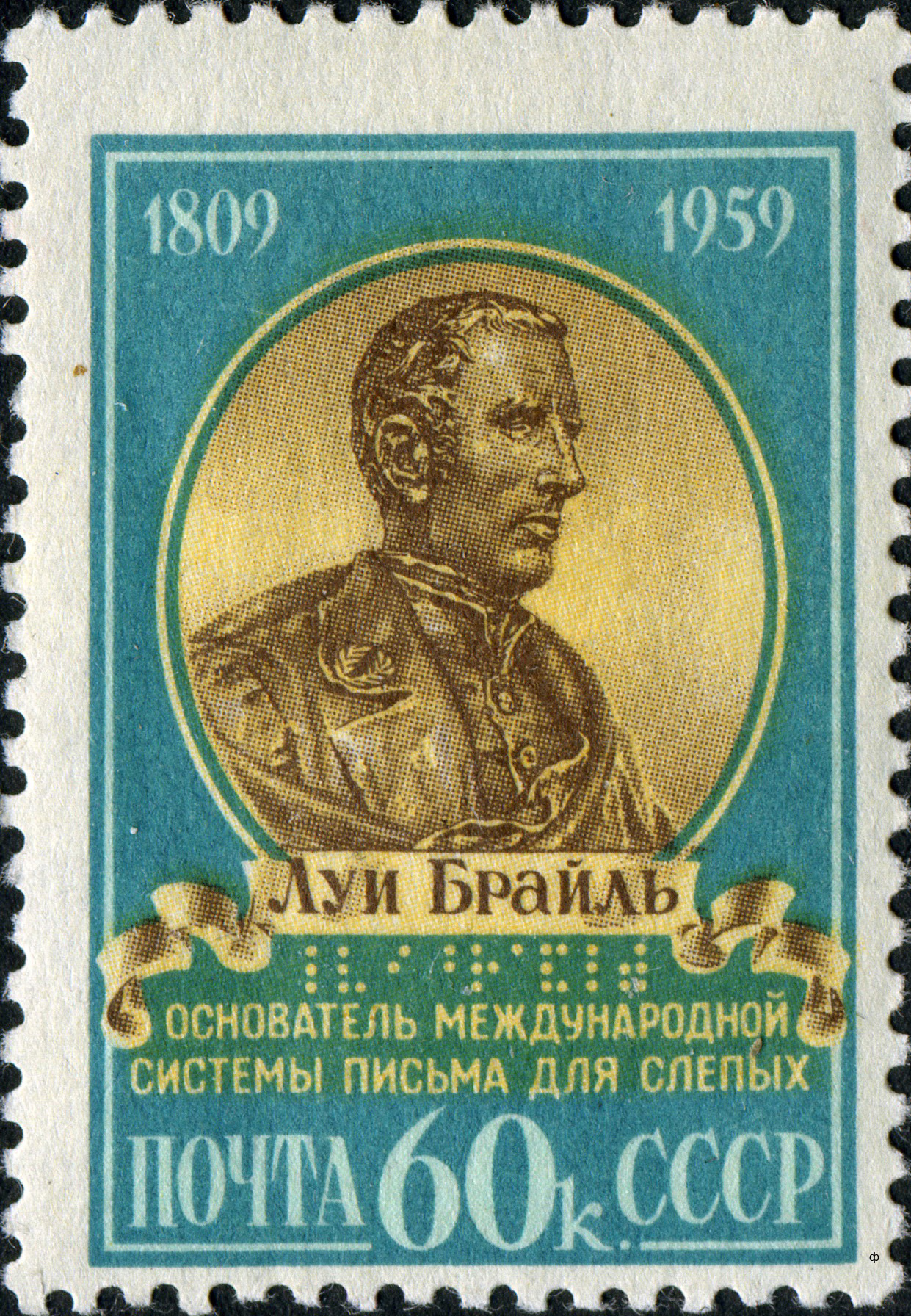
Почтовая марка СССР, 1959 год
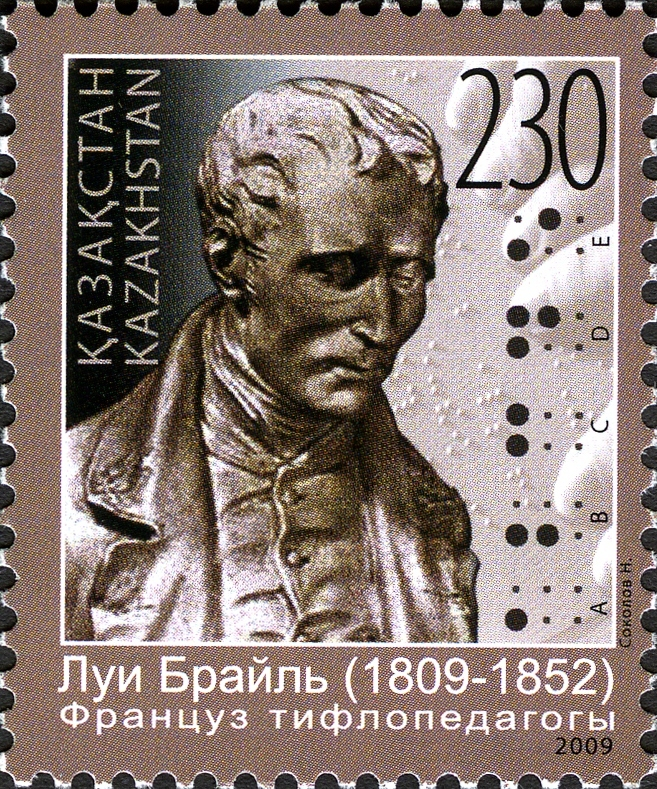
Почтовая марка Казахстана, 2009 год